# Movimento FIRE
FIRE (acronimo di Financial Independence, Retire Early, "indipendenza finanziaria, pensione anticipata") è un movimento che promuove uno stile di vita mirato al raggiungimento dell'indipendenza finanziaria e al ritiro anticipato dal lavoro.
Il movimento ha guadagnato popolarità tra i millennial negli anni 2010, diffondendosi attraverso comunità online, blog, podcast e forum di discussione.
Coloro che cercano di raggiungere questi obiettivi massimizzano intenzionalmente il loro tasso di risparmio trovando modi per aumentare le entrate o ridurre le spese. 
L'obiettivo è quello di accumulare fino a quando il reddito passivo che ne risulta fornisce abbastanza denaro per le spese di sostentamento in modo perpetuo. 
Molti sostenitori del movimento suggeriscono la regola del 4% come guida, stabilendo così un obiettivo di dovere mettere da parte almeno 25 volte le spese di vita annuali stimate. Una volta raggiunta l'indipendenza finanziaria, il lavoro retribuito diventa facoltativo, consentendo l'indipendenza dal lavoro tradizionale decenni prima dell'età pensionabile standard.

## Introduzione
L'obiettivo principale del FIRE è raggiungere un tale livello di indipendenza finanziaria che permetta di vivere senza dipendere da un'occupazione retribuita. Questo viene ottenuto attraverso un rigoroso controllo delle finanze personali, includendo un incremento delle entrate, una riduzione significativa delle spese e un'attenta pianificazione degli investimenti.
Uno dei principi fondamentali del FIRE è la regola del 4%, che suggerisce di risparmiare un ammontare pari ad almeno 25 volte le proprie spese annuali per poter vivere dei soli interessi generati dagli investimenti. Seguendo questa regola e altre strategie finanziarie, i sostenitori del movimento mirano a raggiungere la libertà finanziaria in tempi notevolmente ridotti rispetto agli standard tradizionali.
Ad esempio, se le spese annuali sono di 30.000 euro, il capitale da risparmiare dovrebbe essere di almeno 750.000 euro (30.000 x 25).
Secondo questa regola, un portafoglio bilanciato, composto per il 50% da azioni e per il 50% da obbligazioni, dovrebbe garantire un prelievo sicuro del 4% ogni anno, mantenendo il capitale intatto per almeno 30 anni, anche in periodi di mercato sfavorevoli. Questo principio è utilizzato dai sostenitori del FIRE per pianificare il loro ritiro anticipato dal lavoro retribuito.

## Storia
Le idee principali alla base del movimento sono nate nel libro più venduto del 1992, Your Money or Your Life, scritto da Vicki Robin e Joe Dominguez, nonché dal libro del 2010 Early Retirement Extreme di Jacob Lund Fisker. Queste opere forniscono il modello base per combinare la vita semplice con il reddito derivante dagli investimenti per raggiungere l'indipendenza finanziaria. In particolare, l'ultimo libro ha mostrato la relazione tra tasso di risparmio e tempo necessario a raggiungere l'indipendenza finanziaria, cosa che ha permesso alle persone di proiettare rapidamente la data della pensione, considerato un livello di entrate e spese presunto.
Iniziato nel 2011, il blog Mr. Money Moustache è una voce influente che ha suscitato interesse nell'idea di raggiungere il pensionamento anticipato attraverso la frugalità e ha contribuito a diffondere il movimento.
Altri libri, blog e podcast continuano a perfezionare e promuovere il concetto FIRE, tra cui l'autore di Financial Freedom Grant Sabatier, che lavora a stretto contatto con Vicki Robin e che ha reso popolare l'idea del "trambusto laterale" come percorso per accelerare l'indipendenza finanziaria. 
Nel 2018, il movimento FIRE ha ricevuto una copertura significativa dai media tradizionali. Secondo un sondaggio condotto dall'Harris Poll più tardi nello stesso anno, l'11% degli americani più ricchi di età pari o superiore a 45 anni ha sentito parlare del movimento FIRE per nome, mentre un altro 26% è a conoscenza del concetto.
In Italia il movimento non è ancora particolarmente diffuso, ma sta lentamente prendendo piede tramite alcune comunità online e attira l'attenzione di molti italiani all'estero. Secondo un sondaggio del sito MovimentoFIRE.it, circa il 22% degli italiani che seguono il movimento risiede all'estero, in paesi quali USA, Germania, Svizzera e Paesi Bassi.

## Critiche
Alcuni critici sostengono che il movimento "è solo per i ricchi", sottolineando le difficoltà di raggiungere gli alti tassi di risparmio necessari da chi ha un reddito basso.
Un'altra critica comune è che i primi pensionati del movimento non hanno adeguatamente risparmiato per la pensione. Poiché la fase pensionistica potrebbe potenzialmente durare 70 anni, i critici affermano che non è appropriato applicare la regola del 4%, che è stata sviluppata per un periodo di pensionamento tradizionale di 30 anni; questa critica si basa sulla mancanza di prove empiriche a sostegno della regola del 4% su un orizzonte temporale molto più ampio.
Inoltre, ci sono critiche specifiche relative all'impossibilità di raggiungere il FIRE in Italia. I critici sottolineano che in Italia i salari sono generalmente bassi e la pressione fiscale è elevata, rendendo estremamente difficile accumulare risparmi significativi. Questi fattori rendono il percorso verso l'indipendenza finanziaria particolarmente arduo rispetto ad altri paesi con condizioni economiche più favorevoli.